# Championnat d'Écosse masculin de volley-ball
 (avril 2017).
Le championnat d'Écosse de première division de volley-ball masculin appelé, Division One, est la plus importante compétition nationale organisé par la Fédération écossaise de volley-ball (Scottish volleyball association, SVA), il a été créé en 1968.

## Palmarès
| Année | Champion                                 | Finaliste                    | Troisième                  |
| ----- | ---------------------------------------- | ---------------------------- | -------------------------- |
| 1969  | Dalziel Motherwell                       |                              |                            |
| 1970  | Université d'Edimbourg                   |                              |                            |
| 1971  | Université d'Edimbourg                   |                              |                            |
| 1972  | Coatbridge                               |                              |                            |
| 1973  | Dalziel Motherwell                       |                              |                            |
| 1974  | Dundee Kirkton VC                        |                              |                            |
| 1975  | Telford                                  |                              |                            |
| 1976  | Telford                                  |                              |                            |
| 1977  | Dundee Kirkton VC                        |                              |                            |
| 1978  | Telford                                  |                              |                            |
| 1979  | Telford                                  |                              |                            |
| 1980  | Moray VC Elgin                           |                              |                            |
| 1981  | Moray VC Elgin                           |                              |                            |
| 1982  | Moray VC Elgin                           |                              |                            |
| 1983  | Moray VC Elgin                           |                              |                            |
| 1984  | Moray VC Elgin                           |                              |                            |
| 1985  | Moray VC Elgin                           |                              |                            |
| 1986  | Crystal Clear Kilmarnock Volleyball Club |                              |                            |
| 1987  | Moray VC Elgin                           |                              |                            |
| 1988  | Crystal Clear Kilmarnock Volleyball Club |                              |                            |
| 1989  | Plent Kinley                             |                              |                            |
| 1990  | Kilmarnock Volleyball Club               |                              |                            |
| 1991  | Novasport                                |                              |                            |
| 1992  | Kilmarnock Volleyball Club               |                              |                            |
| 1993  | Su Ragazzi Volleyball Club Glasgow       |                              |                            |
| 1994  | Su Ragazzi Volleyball Club Glasgow       |                              |                            |
| 1995  | Ragazzi Volleyball Club Glasgow          |                              |                            |
| 1996  | Ragazzi Volleyball Club Glasgow          |                              |                            |
| 1997  | Ragazzi Volleyball Club Glasgow          |                              |                            |
| 1998  | Ragazzi Volleyball Club Glasgow          |                              |                            |
| 1999  | Kilmarnock Volleyball Club               |                              |                            |
| 2000  | Kilmarnock Volleyball Club               |                              |                            |
| 2001  | Kilmarnock Volleyball Club               |                              |                            |
| 2002  | Kilmarnock Volleyball Club               |                              |                            |
| 2003  | Kilmarnock Volleyball Club               |                              |                            |
| 2004  | Glasgow Ragazzi VC                       |                              |                            |
| 2005  | Glasgow Ragazzi VC                       |                              |                            |
| 2006  | Kilmarnock Volleyball Club               |                              |                            |
| 2007  | Kilmarnock Volleyball Club               |                              |                            |
| 2008  | Kilmarnock Volleyball Club               |                              |                            |
| 2009  | Glasgow Mets                             | Kilmarnock Volleyball Club   | City of Glasgow Ragazzi VC |
| 2010  | City of Edinburgh Volleyball             | Kilmarnock Volleyball Club   | Glasgow Mets               |
| 2011  | Glasgow Mets                             | Kilmarnock Volleyball Club   | City of Glasgow Ragazzi VC |
| 2012  | Kilmarnock Volleyball Club               | City of Edinburgh Volleyball | Glasgow Mets               |
| 2013  | City of Edinburgh                        | Edinburgh Jets               | Kilmarnock Blaze           |
| 2014  | Edinburgh Jets                           | Glasgow Mets                 | City of Edinburgh          |
| 2015  | South Ayrshire                           | Glasgow Mets                 | City of Edinburgh          |
| 2016  | City of Glasgow Ragazzi                  | City of Edinburgh            | South Ayrshire             |
| 2017  | City of Glasgow Ragazzi                  | City of Edinburgh            | Bon Accord                 |
| 2018  | City of Glasgow Ragazzi                  | South Ayrshire               | City of Edinburgh          |
| 2019  | City of Glasgow Ragazzi                  | City of Edinburgh            | South Ayrshire             |